# Äquivalentkonzentration
Die Äquivalentkonzentration {\displaystyle c_{\mathrm {eq} }}, veraltet Normalität (Einheitenzeichen N und Formelzeichen N), ist eine spezielle Stoffmengenkonzentration in der Chemie.

## Definition
Die Äquivalentkonzentration ist definiert als:
{\displaystyle c_{\mathrm {eq} }=z\cdot c=z\cdot {\frac {n}{V}}}
mit
- der stöchiometrischen Wertigkeit z, auch Äquivalentzahl genannt
- der Stoffmengenkonzentration c der Lösung
- der Stoffmenge {\displaystyle n}
- dem Volumen V.

Im Falle z = 3 ist also die Äquivalentkonzentration dreimal so groß wie die Stoffmengenkonzentration, weil jedes ganze Teilchen z-mal gezählt wird. Den Ausdruck 1/z nennt man auch Äquivalentteilchen oder Äquivalente. ceq ist ein Maß dafür, wie viele Äquivalente eines Stoffes sich in einem bestimmten Volumen der Lösung befinden, daher die Bezeichnung „Äquivalent-Konzentration“.
Die stöchiometrische Wertigkeit – und somit auch die Äquivalentkonzentration einer bestimmten Lösung – kann von der chemischen Reaktion, also der Verwendung der Lösung abhängen, ohne dass sich die Lösung selbst ändert. Ferner hängt die Äquivalentkonzentration von der Temperatur ab: {\displaystyle c_{\mathrm {eq} }=f(T)}
Eine andere Möglichkeit ist die Definition der Normalität N über die Anzahl der in einem Liter einer Lösung gelösten Äquivalente bzw. Val:
{\displaystyle N={\frac {n_{val}}{V}}={\frac {z\cdot n}{V}}}
mit
- der Menge {\displaystyle n_{val}} an Äquivalenten.

## Einheit
Die übliche Einheit der Äquivalentkonzentration ist Mol/Liter. Lösungen mit ceq = 1 mol/l wurden früher als „Normallösungen“ bezeichnet. Wenn ceq = 0,1 mol/l betrug, sprach man von „0,1-N-Lösungen“ usw. (siehe auch Maßlösung).
Der Gebrauch von Normallösungen mit einer Äquivalentkonzentration von 1 mol/l („einnormale Lösung“) oder 0,1 mol/l wurde insbesondere von Friedrich Mohr (1806 bis 1879) in die analytische Chemie eingeführt, gerade auch in seinem ab 1855 in mehreren Auflagen erschienenen Lehrbuch „Chemisch-analytische Titriermethode“.

## Beispiele
Besonders wichtig ist die Äquivalentkonzentration bei Ionen-, Neutralisations- und Redoxreaktionen sowie in der Maßanalyse.

### Salzlösungen
Natriumcarbonat (Na2CO3) besteht aus zwei Natrium-Ionen (Na+) und einem Carbonat-Ion. Somit entspricht eine 1-molare (M) Natriumcarbonat-Lösung einer 2-normalen (N) Natriumcarbonat-Lösung bezogen auf die Natrium-Ionen (z = 2).

### Säure-Base-Reaktionen
Bei Säure-Base-Reaktionen sind Äquivalentteilchen Protonen (H+) in sauren Lösungen bzw. Hydroxid-Ionen (OH−) in basischen Lösungen. An ein Sulfation (SO42−) können sich zum Beispiel zwei Protonen anlagern, was der Wertigkeit des Säure-Ions entspricht. Folglich sind in der Lösung doppelt so viele Äquivalentteilchen (hier Protonen) enthalten, wie Moleküle des Stoffes selbst.
{\displaystyle \mathrm {H_{2}SO_{4}\longrightarrow SO_{4}^{2-}+2\ H^{+}} },
d. h., 1 mol/l (H2SO4) = 2 N (H2SO4), oder anders ausgedrückt: eine 1-normale H2SO4-Lösung ist ½-molar (1 N entspricht ½ M).
Bei Säure/Base-Titrationen gibt es Säuren mit ein, zwei (z. B. Schwefelsäure) oder drei Protonen (z. B. Phosphorsäure). Werden diese Säuren mit Natronlauge titriert, braucht man entsprechend den Äquivalentzahlen der Säure ein, zwei oder drei Teile Natronlauge, um eine Säure zu neutralisieren. Daher wird bei Säure/Base Titrationen die molare Masse durch die Zahl der abgebbaren oder aufnehmbaren Protonen dividiert und diese Substanzmenge in einem Liter dest. Wasser gelöst, um die Äquivalentkonzentration von 1 Mol neq Protonen zu erhalten. Genau dann gilt:
neq (H2SO4) = neq (NaOH)

### Redoxreaktionen
Bei Redoxreaktionen hingegen ist das Äquivalent die Stoffmenge des Oxidations- bzw. Reduktionsmittels, die exakt 1 mol Elektronen annehmen bzw. abgeben kann. Ein Beispiel:
{\displaystyle \mathrm {\ MnO_{4}^{-}+8\ H^{+}+5\ e^{-}\longrightarrow \ Mn^{2+}+4\ H_{2}O} }
Bei dieser Reaktion ist Permanganat das Oxidationsmittel, und 1 mol Mangan(VII) nimmt 5 mol Elektronen auf. Folglich nimmt 1⁄5 mol Mangan(VII) genau 1 mol Elektronen auf. Das Äquivalentteilchen ist hier 1⁄5 MnO4−.
Bei einer Redoxreaktion kann ein Permanganation von MnO4− 5 Elektronen aufnehmen, ein Chloridion aber nur ein Elektron abgeben. Die molare Masse des Kaliumpermanganats muss durch 5 geteilt werden, dann die Menge in genau einem Liter destilliertem Wasser gelöst werden, um die Äquivalentkonzentration dieses Oxidationsmittels von 1 neq (Mol Elektronenaufnahme)/Liter zu erhalten.
1 neq(= 1 val) Elektronenaufnahme entspricht also 1⁄5 Molmasse KMnO4 und dies wird beschrieben als:
neq (KMnO4) = n (1⁄5 KMnO4).